# Gibbotettix circinihumerus
Gibbotettix circinihumerus är en insektsart som beskrevs av Zheng, Z. och Peng Fu 2003. Gibbotettix circinihumerus ingår i släktet Gibbotettix och familjen torngräshoppor. Inga underarter finns listade i Catalogue of Life.